# کریستی دوز
کریستی دوز ((زادنام اسکلتون، انگلیسی: Skelton)؛ (انگلیسی: Christie Dawes؛ متولد ۳ مه ۱۹۸۰) یک ورزشکار استرالیایی در مسابقات ویلچررانی پارالمپیک است. او سه مدال در دو و میدانی در هفت پارالمپیک از سال ۱۹۹۶ تا ۲۰۲۱ کسب کرده است.

## زندگی شخصی
دوز در جوانی علاقه زیادی به دو و میدانی داشت. او در سن ۱۰ سالگی در یک تصادف رانندگی حضور داشت که زنده ماند، اما فلج شد.  کریستی به فعالیتش در دو و میدانی ادامه داد، اما شغل معلمی مدرسه ابتدایی را نیز در پیش گرفت.  او با مربی خود اندرو دوز ازدواج کرده و در سال ۲۰۱۱ پسرشان به دنیا آمد. 

## دو و میدانی

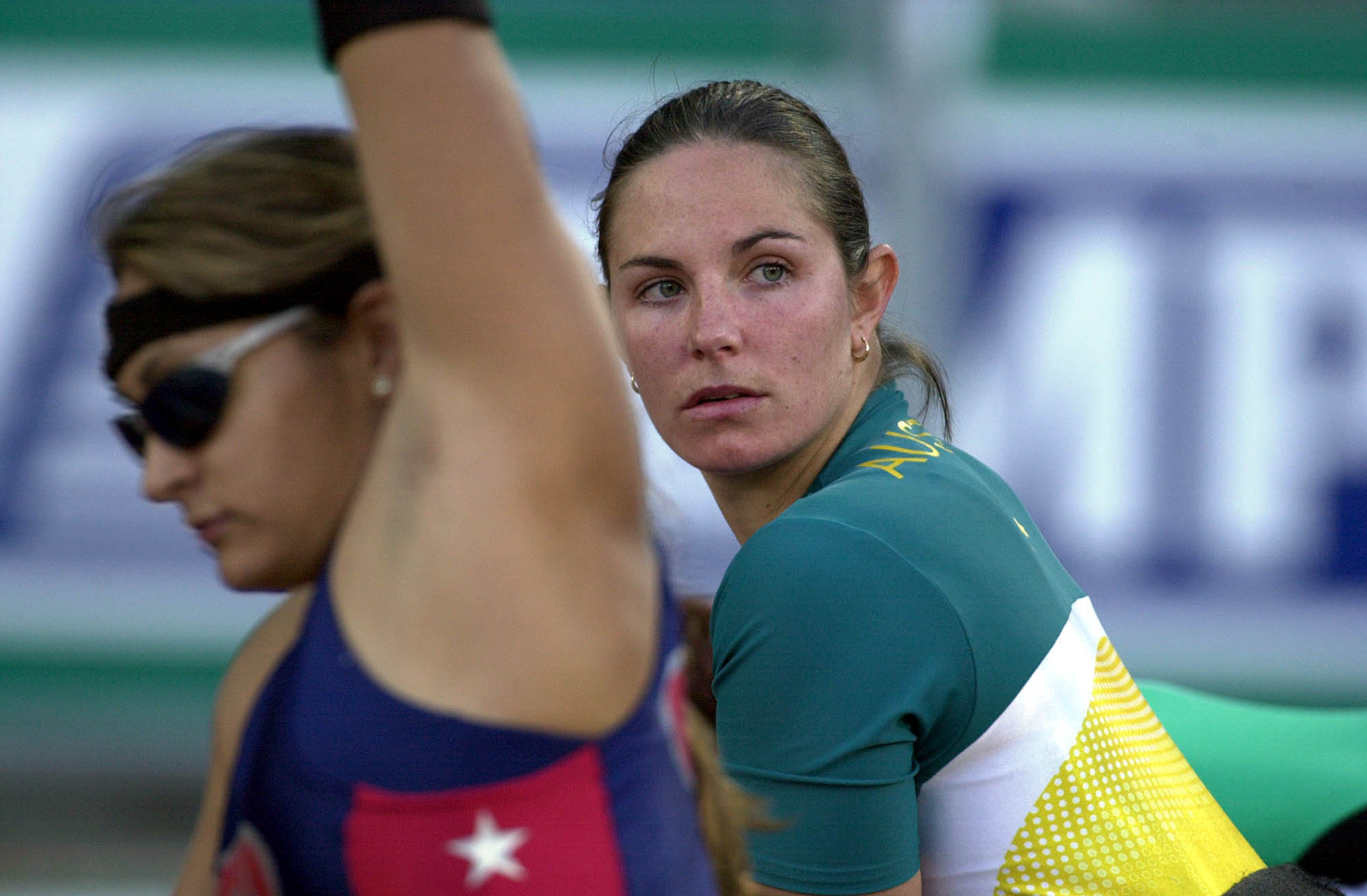
دوز در حال انتظار، مسابقه نیمه نهایی ۱۰۰ متر با ویلچر، پارالمپیک تابستانی ۲۰۰۰. شری بچرا (ایالات متحده) در پیش زمینه دیده می‌شود.

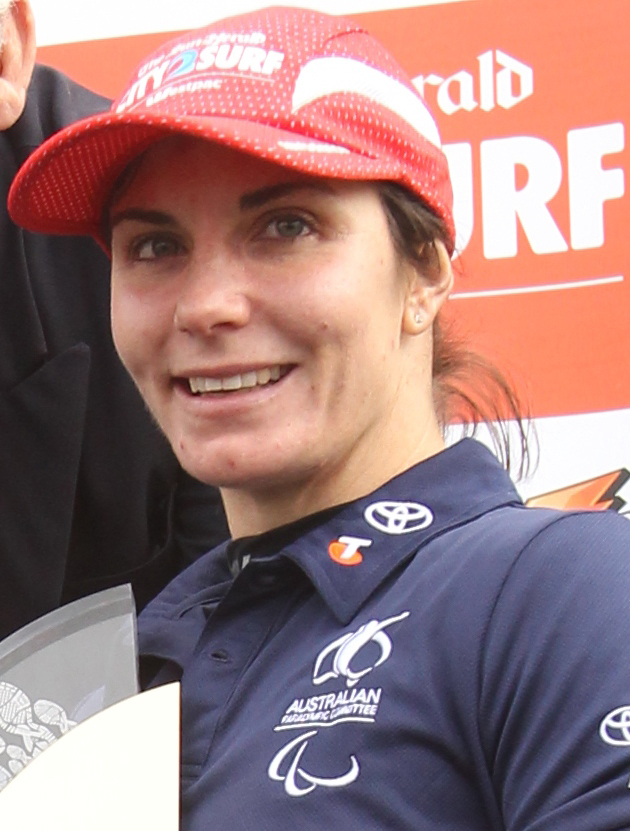
عکس دوز در سیتی۲سرف ۲۰۱۱ ، جایی که او برنده بخش ویلچر زنان شد.

در سال ۱۹۹۶ دوز در پارالمپیک آتلانتا شرکت کرد، جایی که جایزه پارالمپیک جوان سال ۱۹۹۶ به او اهدا شد. 
سه سال بعد، او مدال برنز را برای مسابقه ۱۰ کیلومتری جاده 
پیچتری به‌دست آورد و در سال ۲۰۰۰ در پارالمپیک سیدنی شرکت کرد. 
بعدی پارالمپیک ۲۰۰۴ در پارالمپیک آتن بود، جایی که او در مسابقات ۸۰۰ م ،۱۵۰۰ م و ۵۰۰۰ م و ماراتن شرکت کرد.  او همچنین در مسابقه ۸۰۰ م ویلچررانی در المپیک ۲۰۰۴ آتن شرکت کرد. 

دوز در سال ۲۰۰۶ در بازی‌های مشترک المنافع ملبورن شرکت کرد و در مسابقات ۸۰۰ م ئی‌اِی‌دی تی۵۴ (به انگلیسی: EAD T54) زنان به مقام پنجم رسید. 
دوز در بازی‌های پارالمپیک تابستانی ۲۰۰۸ در پکن شرکت کرد و یکی از چندین شرکت کننده بود که در فینال مسابقات ۵۰۰۰ م تی۵۴ ویلچررانی زنان دچار تصادف شد و در نهایت علیرغم شکستگی چرخ جلو در جایگاه ششم قرار گرفت.  مسابقه دوباره برگزار شد و دوز علیه رفتار با ورزشکار کانادایی دایان روی که مدال طلای این مسابقه را دریافت کرده بود، صحبت کرد، اما وقتی در مسابقه جدید به مقام دوم رسید، این مدال پس گرفته شد و با مدال نقره جایگزین شد.  دوز در مسابقات ۴×۱۰۰ م تی۵۳/۵۴ زنان در بازی‌های پکن به مدال نقره دست یافت. 
چند ماه پس از بازی‌ها، او در ماراتن شهر نیویورک سوم شد.  در ژانویه ۲۰۰۹، او در مسابقه جاده‌ای ویلچر ۱۰ک روز اوز برنده شد.  در فوریه ۲۰۱۰، دوز در مسابقات جهانی جاده ویلچررانی ۱۰ کیلومتری در امارات متحده عربی برنده شد. 

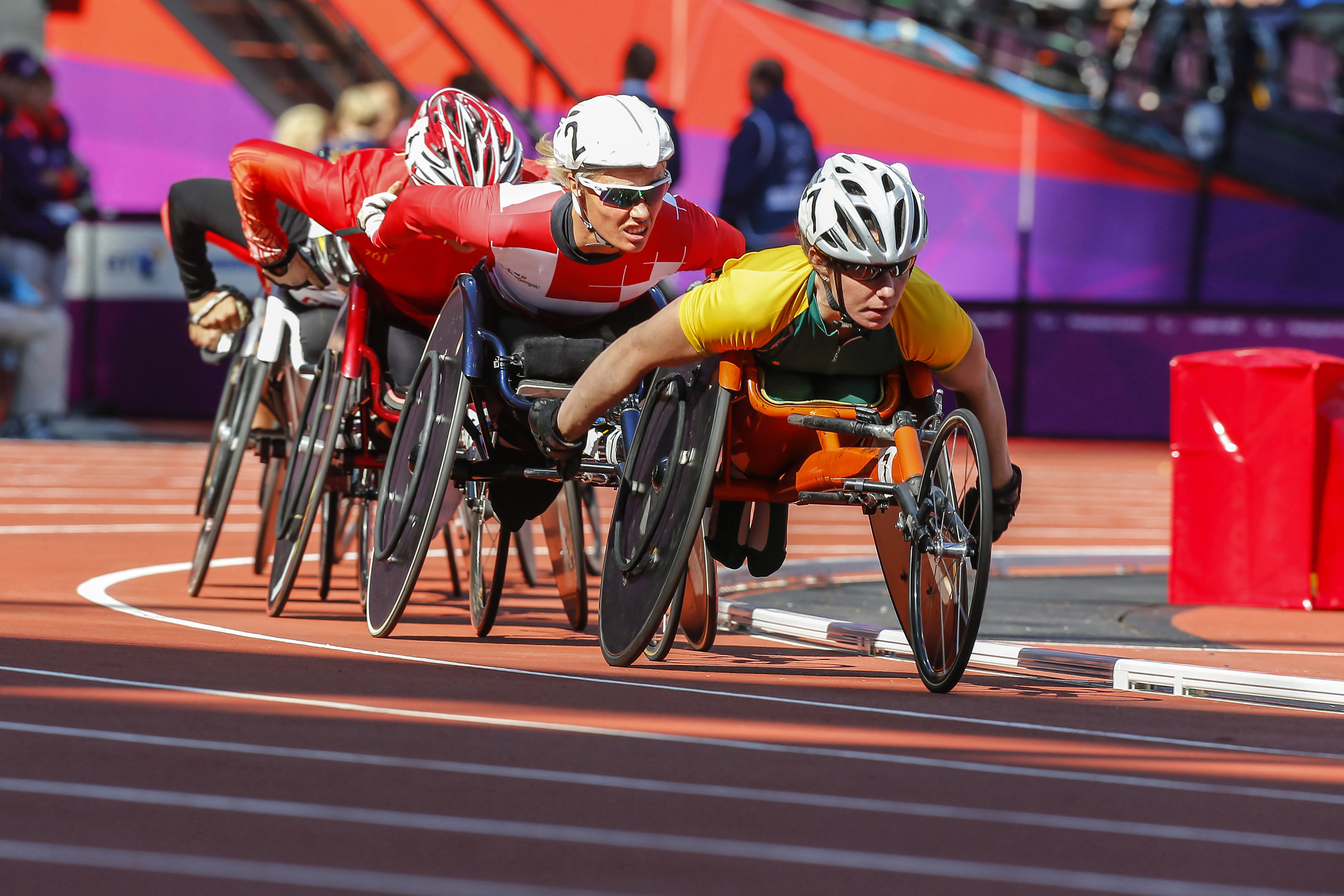
دوز در پارالمپیک ۰۱۲لندن

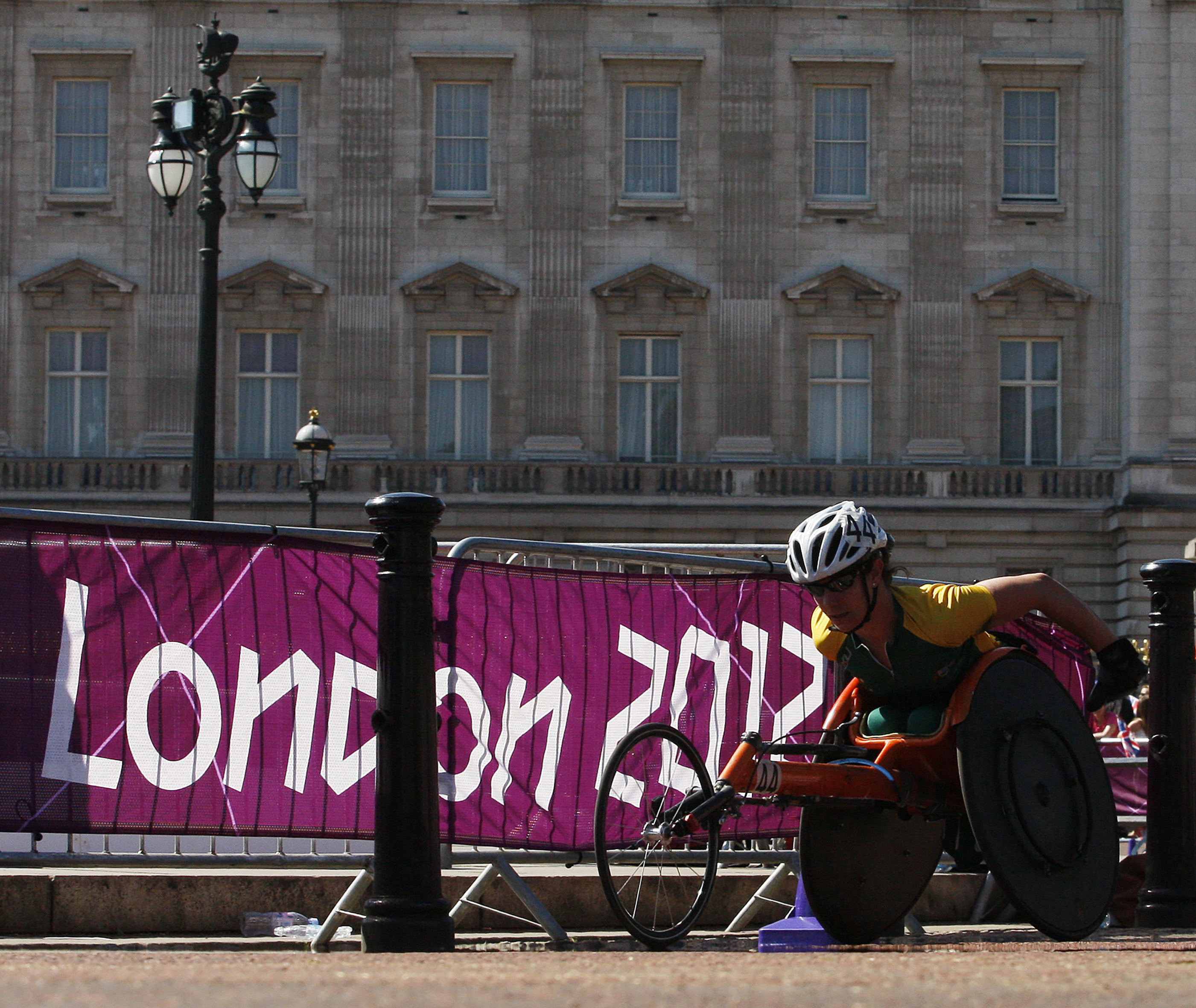
دوز در پارالمپیک ۰۱۲لندن

او پس از به دنیا آوردن پسرش در فوریه ۲۰۱۱، سه مدال برنز را در عناوین ملی در آوریل ۲۰۱۱ به دست آورد. سپس در ماراتن شیکاگو مدال نقره گرفت و در ماراتن شهر نیویورک چهارم شد.  دوز در پارالمپیک ۲۰۱۲ لندن در کلاس تی۵۴ ۸۰۰ م، ۱۵۰۰ م، ۵۰۰۰م و مسابقات ماراتن شرکت کرد.
او در ۵۰۰۰ م تی۵۴ مدال برنز گرفت  و در ماراتن تی۵۴ ششم شد.  در بازی‌های مشترک المنافع ۲۰۱۴ گلاسکو، او در ۱۵۰۰ م تی۵۴ چهارم شد. 
در پارالمپیک ۲۰۱۶ ریودوژانیرو او در چهار ماده شرکت کرد و در یکی مدال گرفت. کریستی، آنجی بالارد، مدیسون د روزاریو و جمایما مو در رله ۴ × ۴۰۰ م در جایگاه سوم قرار گرفتند اما پیش از این که با موفقیت به این تصمیم اعتراض کردند و دوباره به مقام دوم بازگردانده شدند، محروم شدند.  نتایج او در المپیک ۲۰۱۶ ریو به شرح زیر است: ۱۵۰۰ م تی۵۴ با زمان ۳:۲۶.۰۰ در مجموع هشتم شد. ۵۰۰۰ تی۵۴ در گرمایش با زمان ۱۲:۱۵.۹۵ یازدهم شد و به فینال راه پیدا نکرد. در ماراتن تی۵۴ او در مجموع با زمان ۱:۴۲:۵۹ در جایگاه هفتم قرار گرفت. 
دوز سپس در پارالمپیک ۲۰۲۰ توکیو که در سال ۲۰۲۱ برگزار شد شرکت کرد و در ماراتن تی۵۴ به مقام هشتم رسید. 
در بازی‌های مشترک المنافع ۲۰۲۲ او در مسابقات ماراتن تی۵۴ زنان پنجم شد. 